# Mini player
Le Meizu Mini Player, aussi appelé Meizu M6 ou Meizu MP, est un appareil électronique conçu et commercialisé depuis 2006 par Meizu, une société chinoise. C'est un lecteur portatif de musique numérique basé sur la technologie flash, variant suivant les modèles en capacité de stockage et coloris (1 , 2 , 4 et 8 Go - coloris noir ou blanc) .

## Design et fonctionnalités
Le Meizu MP gère les formats numériques suivants : MP2, MP3, WMA, Ogg Vorbis et peut fonctionner avec différents systèmes d'exploitation comme Windows 98 SE, Me, 2000, XP mais aussi Mac OS et GNU/Linux.
En plus de jouer de la musique, le Mini Player peut afficher des photos (format BMP, JPG et GIF), lire des vidéos (format XviD) et dispose de plusieurs autres fonctionnalités : radio ; enregistrement ; visualiseur de texte ; affichage synchronisé des paroles ; E-Book ; réveil ; calculette ; calendrier et jeux.
Son écran fait 2,4" et permet d'afficher 260 000 couleurs.
L'épaisseur de l'appareil fait moins de 1 cm, quant à sa taille : il est plus petit qu'une carte de crédit.